# Vật chất tối
Trong vật lý thiên văn, thuật ngữ vật chất tối chỉ đến một loại vật chất giả thuyết trong vũ trụ, có thành phần chưa hiểu được. Vật chất tối không phát ra hay phản chiếu đủ bức xạ điện từ để có thể quan sát được bằng kính thiên văn hay các thiết bị đo đạc hiện nay, nhưng có thể nhận ra nó vì những ảnh hưởng hấp dẫn của nó đối với chất rắn và các vật thể khác cũng như với toàn thể vũ trụ. Dựa trên hiểu biết hiện nay về những cấu trúc lớn hơn thiên hà, cũng như các lý thuyết được chấp nhận rộng rãi về Vụ Nổ Lớn, các nhà khoa học nghĩ rằng vật chất tối là thành phần cơ bản chiếm tới 70% vật chất (vật chất tối + vật chất thường) trong vũ trụ.

## Nhận dạng vật chất tối
Các nhà khoa học đã nhận ra một số hiện tượng mà hợp với sự tồn tại của vật chất tối, bao gồm tốc độ quay của các thiên hà và tốc độ quỹ đạo của những thiên hà trong cụm; thấu kính hấp dẫn các thiên thể phía sau bởi những cụm thiên hà như là Bullet Cluster; và kiểu phân phối nhiệt độ của khí nóng ở các thiên hà và cụm thiên hà.
Vật chất tối cũng có vai trò quan trọng đối với sự tạo thành cấu trúc và sự tiến hóa thiên hà, và có ảnh hưởng đo được đến tính không đẳng hướng (anisotropy) của bức xạ phông vi sóng vũ trụ. Các hiện tượng này chỉ rằng vật chất quan sát thấy được trong các thiên hà, các cụm thiên hà, và cả vũ trụ mà có ảnh hưởng đến bức xạ điện từ chỉ là một phần nhỏ của tất cả vật chất: phần còn lại được gọi là "thành phần vật chất tối".
Năm 1933, Fritz Zwicky phát hiện ra loại vật chất này khi đo vận tốc các thiên hà trong cụm thiên hà Coma.

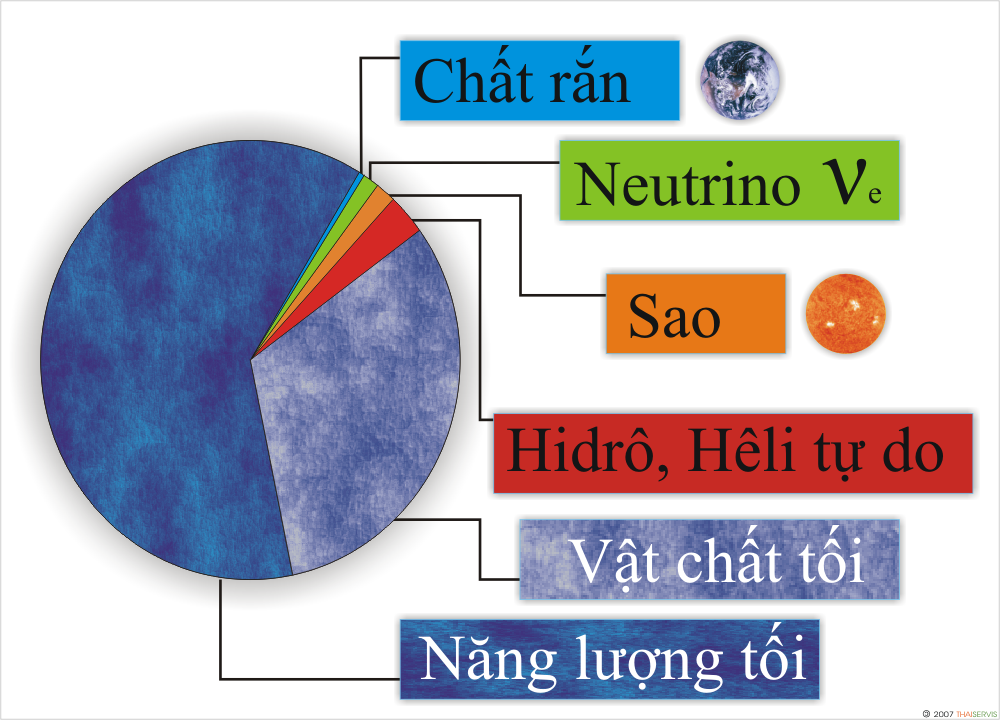
Hình dung về tỷ lệ thành phần vũ trụ: năng lượng tối 68,3%, vật chất tối 26,8%, khí Hydro, Heli tự do, các sao, neutrino, thành phần chất rắn và các phần còn lại 4,9%

Thành phần của vật chất tối chưa hiểu được, nhưng có thể bao gồm những hạt sơ cấp mới nghĩ đến, như là WIMP, axion, và neutrino thường và nặng; các thiên thể như là sao lùn trắng và hành tinh (được gọi chung là MACHO, massive compact halo object); và đám khí không phát ra ánh sáng. Bằng chứng hiện hành ủng hộ các mô hình cho rằng thành phần chính của vật chất tối là những hạt sơ cấp chưa gặp, được gọi chung là "vật chất tối thiếu baryon". Cũng có thể xếp hố đen vào một dạng vật chất tối. Tuy nhiên, giữa hố đen và vật chất tối có nhiều điểm khác biệt. Vật chất tối bất kì nào cũng có 1 điểm gọi là gốc, chúng hút các nguyên tử trong không gian để tăng kích thước và càng đặc hơn. Gốc của vật chất tối có lực hấp dẫn, vì vậy vật chất tối lớn đến mấy thì trọng lực và áp suất chúng tạo ra là vẫn không đổi. Còn về hố đen, chúng không thể to ra, mà đơn thuần chỉ là một vòng xoáy với áp suất cực mạnh hút mọi thứ vật chất khác.Vật chất tối có thể di chuyển với vận tốc ánh sáng khi nó đủ đặc, và thậm chí lúc đó nó có thể phá hủy 1 hành tinh. Hố đen có thể là 1 dạng vật chất tối bị thuần hóa, nó không thể di chuyển nữa nhưng vẫn có áp suất cực mạnh.
Tuy vậy, các thí nghiệm vật lý trong năm 2016 của các thiết bị hiện đại nhằm tìm kiếm, chứng minh cho sự có mặt của vật chất tối đã thất bại trong việc phát hiện chúng. Vật chất tối rất khó tìm kiếm do chúng ta không thể thấy nó và chỉ có thể phát hiện khi các thiết bị tiếp xúc với trọng lực siêu nhỏ từ gốc của nó. Vì vậy, chứng thực được sự tồn tại của nó là rất khó.

## Lý thuyết mới sự ra đời vật chất tối
Các nhà khoa học tại đại học Johannes Gutenberg ở  Đức đưa ra lý thuyết mới sự hình thành vật chất tối ngay sau khởi đầu của vũ trụ. Mô hình này thay thế cho mô hình WIMP (Weakly Interacting Massive Particles) gọi là các hạt năng lượng tương tác yếu.
Khởi điểm vũ trụ vật chất tối có thể không ổn định, giả định là nó bị phân rã. Vật chất tối được giữ ổn định bằng giải thích nguyên lý đối xứng, cho phép nó tồn tại tới ngày nay. Giả thiết này được hai nhà vật lí Baker và Kopp đưa ra dựa trên lí thuyết bất đối xứng vật chất và phản vật chất trong vũ trụ.

## Bằng chứng quan sát

### Đường cong quay thiên hà

Đường cong quay của một thiên hà xoắn ốc điển hình: dự đoán (A) và quan sát (B). Vật chất tối có thể giải thích sự xuất hiện 'phẳng' của đường cong vận tốc ra bán kính lớn.

Cánh tay của các thiên hà xoắn ốc xoay quanh trung tâm thiên hà. Mật độ khối phát sáng của một thiên hà xoắn ốc giảm khi người ta đi từ trung tâm ra ngoài rìa. Nếu khối lượng phát sáng là tất cả vấn đề, thì chúng ta có thể mô hình thiên hà như một khối điểm ở trung tâm và kiểm tra các khối lượng quay quanh nó, tương tự như Hệ Mặt trời. Từ Định luật thứ hai của Kepler, dự kiến vận tốc quay sẽ giảm theo khoảng cách từ tâm, tương tự như Hệ mặt trời. Điều này không được quan sát. Thay vào đó, đường cong xoay thiên hà vẫn phẳng khi khoảng cách từ tâm tăng lên.
Nếu định luật của Kepler là chính xác, thì cách rõ ràng để giải quyết sự khác biệt này là kết luận sự phân bố khối lượng trong các thiên hà xoắn ốc không giống với Hệ Mặt trời. Đặc biệt, có rất nhiều vật chất không phát sáng (vật chất tối) ở vùng ngoại ô của thiên hà.

### Vận tốc phân tán
Các ngôi sao trong các hệ thống ràng buộc phải tuân theo định lý virial. Định lý này, cùng với phân bố vận tốc đo được, có thể được sử dụng để đo phân bố khối lượng trong một hệ thống ràng buộc, chẳng hạn như các thiên hà hình elip hoặc các cụm cầu. Với một số ngoại lệ, ước tính phân tán vận tốc của các thiên hà hình elip không khớp với sự phân tán vận tốc dự đoán từ phân bố khối lượng quan sát được, thậm chí giả định sự phân bố phức tạp của các quỹ đạo sao.
Như với các đường cong xoay của thiên hà, cách rõ ràng để giải quyết sự khác biệt là định nghĩa sự tồn tại của vật chất không phát sáng.

### Cụm thiên hà
Các cụm thiên hà đặc biệt quan trọng đối với các nghiên cứu vật chất tối vì khối lượng của chúng có thể được ước tính theo ba cách độc lập:
- Từ sự phân tán vận tốc hướng tâm của các thiên hà trong các cụm
- Từ tia X phát ra từ khí nóng trong cụm. Từ phổ năng lượng tia X và thông lượng, nhiệt độ và mật độ khí có thể được ước tính, do đó tạo ra áp suất; giả sử áp suất và cân bằng trọng lực xác định hồ sơ khối lượng của cụm.
- Thấu kính hấp dẫn (thường là các thiên hà ở xa hơn) có thể đo khối lượng cụm mà không cần dựa vào các quan sát động lực học (ví dụ: vận tốc).

Nói chung, ba phương pháp này nằm trong thỏa thuận hợp lý, vật chất tối lớn hơn vật chất có thể nhìn thấy khoảng 5 đến 1.

### Thấu kính hấp dẫn

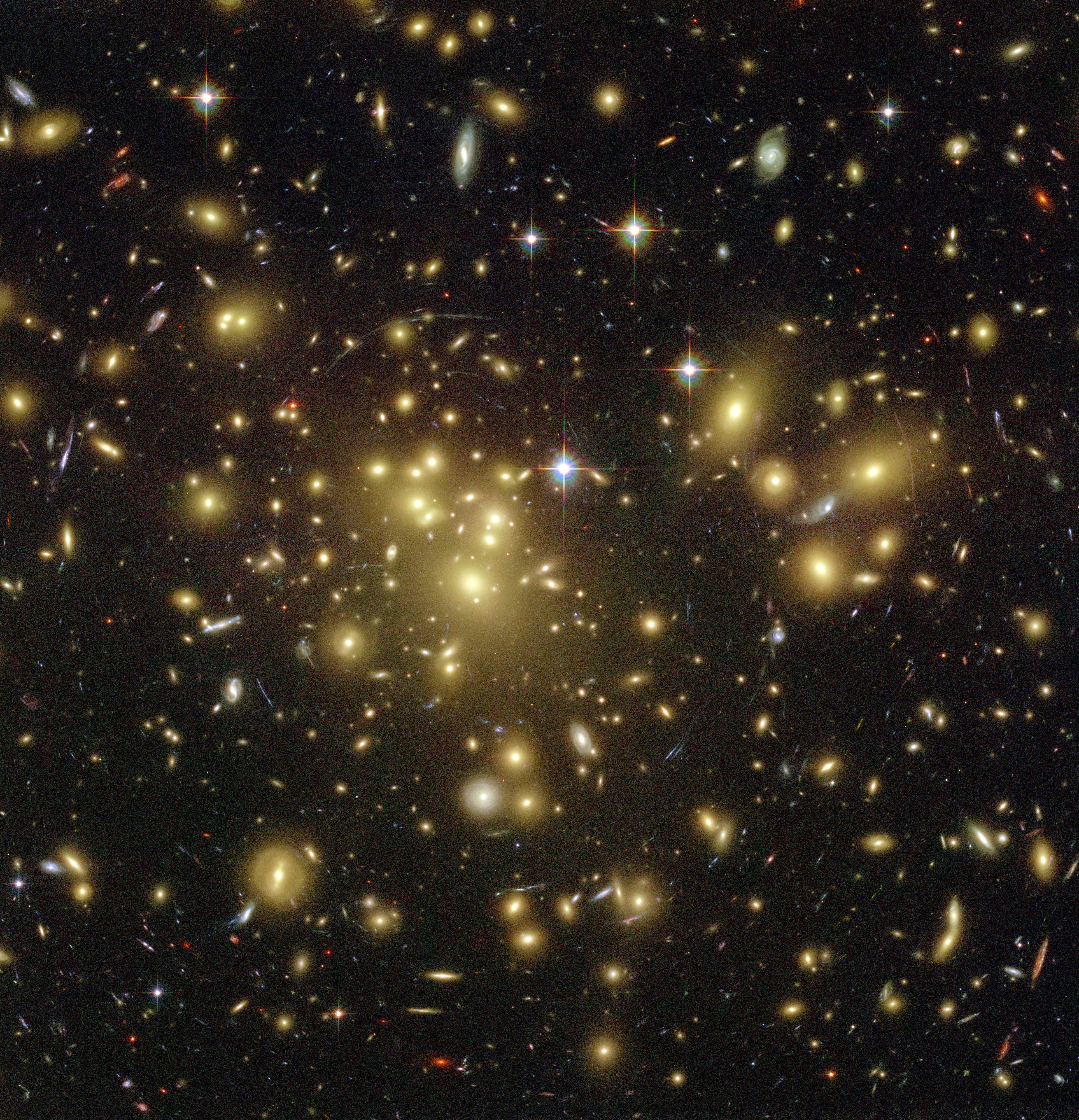
Thấu kính hấp dẫn mạnh theo quan sát của Kính viễn vọng Không gian Hubble trong Abell 1689 cho thấy sự hiện diện của vật chất tối - phóng to hình ảnh để xem các vòng cung thấu kính.

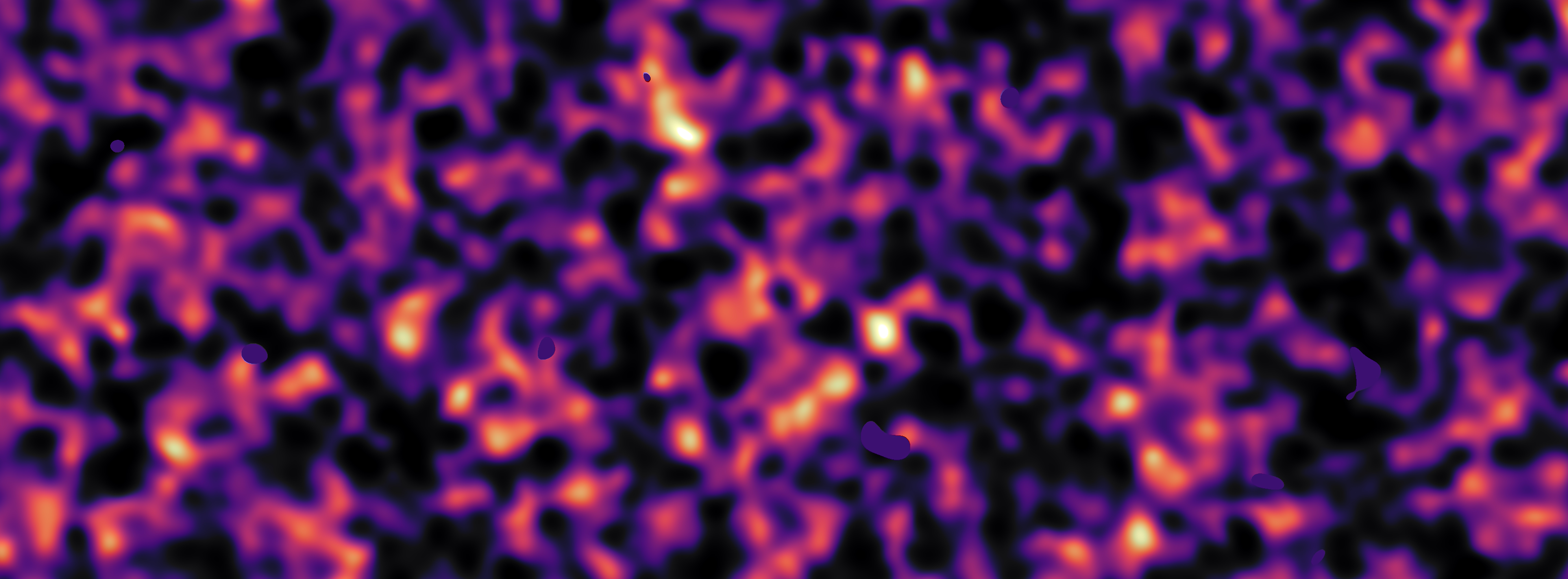
Bản đồ vật chất tối cho một mảng bầu trời dựa trên phân tích thấu kính hấp dẫn của khảo sát Kilo-Degree.

Một trong những hệ quả của thuyết tương đối rộng là các vật thể lớn (như cụm thiên hà) nằm giữa một nguồn xa hơn (như chuẩn tinh) và người quan sát phải đóng vai trò như một thấu kính để bẻ cong ánh sáng từ nguồn này. Một vật thể càng lớn, ống kính càng được quan sát nhiều.
Thấu kính mạnh là sự biến dạng quan sát được của các thiên hà nền thành các cung khi ánh sáng của chúng đi qua một thấu kính hấp dẫn như vậy. Nó đã được quan sát xung quanh nhiều cụm ở xa bao gồm Abell 1689. Bằng cách đo hình học biến dạng, có thể thu được khối lượng của cụm can thiệp. Trong hàng chục trường hợp đã được thực hiện, các tỷ lệ khối lượng ánh sáng thu được tương ứng với các phép đo vật chất tối động của các cụm. Thấu kính có thể dẫn đến nhiều bản sao của một hình ảnh. Bằng cách phân tích sự phân bố của nhiều bản sao hình ảnh, các nhà khoa học đã có thể suy luận và lập bản đồ phân bố vật chất tối xung quanh cụm thiên hà MACS J0416.1-2403.
Thấu kính hẫp dẫn yếu nghiên cứu về sự biến dạng nhỏ của nền của các thiên hà, sử dụng các dữ liệu thống kê về những cuộc khảo sát thiên hà rộng lớn. Bằng cách khảo sát sự biến dạng của mặt cắt nền thiên hà. Dark matter does not bend light itself; mass (in this case the mass of the dark matter) bends spacetime. Light follows the curvature of spacetime, resulting in the lensing effect.

### Nền vi sóng vũ trụ
Mặc dù cả vật chất tối và vật chất thông thường đều là vật chất, nhưng chúng không hành xử theo cùng một cách. Đặc biệt, trong vũ trụ sơ khai, vật chất thông thường bị ion hóa và tương tác mạnh với bức xạ thông qua sự tán xạ Thomson. Vật chất tối không tương tác trực tiếp với bức xạ, nhưng nó ảnh hưởng đến CMB bởi thế năng hấp dẫn của nó (chủ yếu ở quy mô lớn) và do ảnh hưởng của nó đến mật độ và vận tốc của vật chất thông thường. Do đó, nhiễu loạn vật chất thông thường và tối, phát triển khác nhau theo thời gian và để lại những dấu ấn khác nhau trên nền vi sóng vũ trụ (CMB).
Nền vi sóng vũ trụ rất gần với một người da đen hoàn hảo nhưng chứa bất đẳng hướng nhiệt độ rất nhỏ của một vài phần trong 100.000. Một bản đồ bầu trời của dị hướng có thể bị phân hủy thành phổ công suất góc, được quan sát thấy có chứa một loạt các đỉnh âm ở khoảng cách gần bằng nhau nhưng độ cao khác nhau. Một loạt các đỉnh có thể được dự đoán cho bất kỳ tập hợp các tham số vũ trụ giả định nào bằng các mã máy tính hiện đại như CMBFast và CAMB, và lý thuyết khớp với dữ liệu, do đó, hạn chế các tham số vũ trụ. Đỉnh thứ nhất chủ yếu cho thấy mật độ của vật chất baryonic, trong khi đỉnh thứ ba chủ yếu liên quan đến mật độ vật chất tối, đo mật độ vật chất và mật độ của các nguyên tử.
Bất đẳng hướng CMB lần đầu tiên được phát hiện bởi COBE vào năm 1992, mặc dù điều này có độ phân giải quá thô để phát hiện các đỉnh âm thanh. Sau khi phát hiện ra đỉnh âm thanh đầu tiên của thí nghiệm BOOMERanG từ khinh khí cầu vào năm 2000, phổ công suất đã được WMAP quan sát chính xác vào năm 2003, năm 2012 và thậm chí chính xác hơn là tàu vũ trụ Planck vào năm 2013 2015. Các kết quả hỗ trợ mô hình Lambda-CDM.
Phổ công suất góc CMB quan sát được cung cấp bằng chứng mạnh mẽ hỗ trợ vật chất tối, vì cấu trúc chính xác của nó được trang bị tốt bởi Lambda-CDM model, nhưng khó tái tạo với bất kỳ mô hình cạnh tranh nào, chẳng hạn như động lực học Newton đã sửa đổi (MOND).

### Cấu trúc hình thành

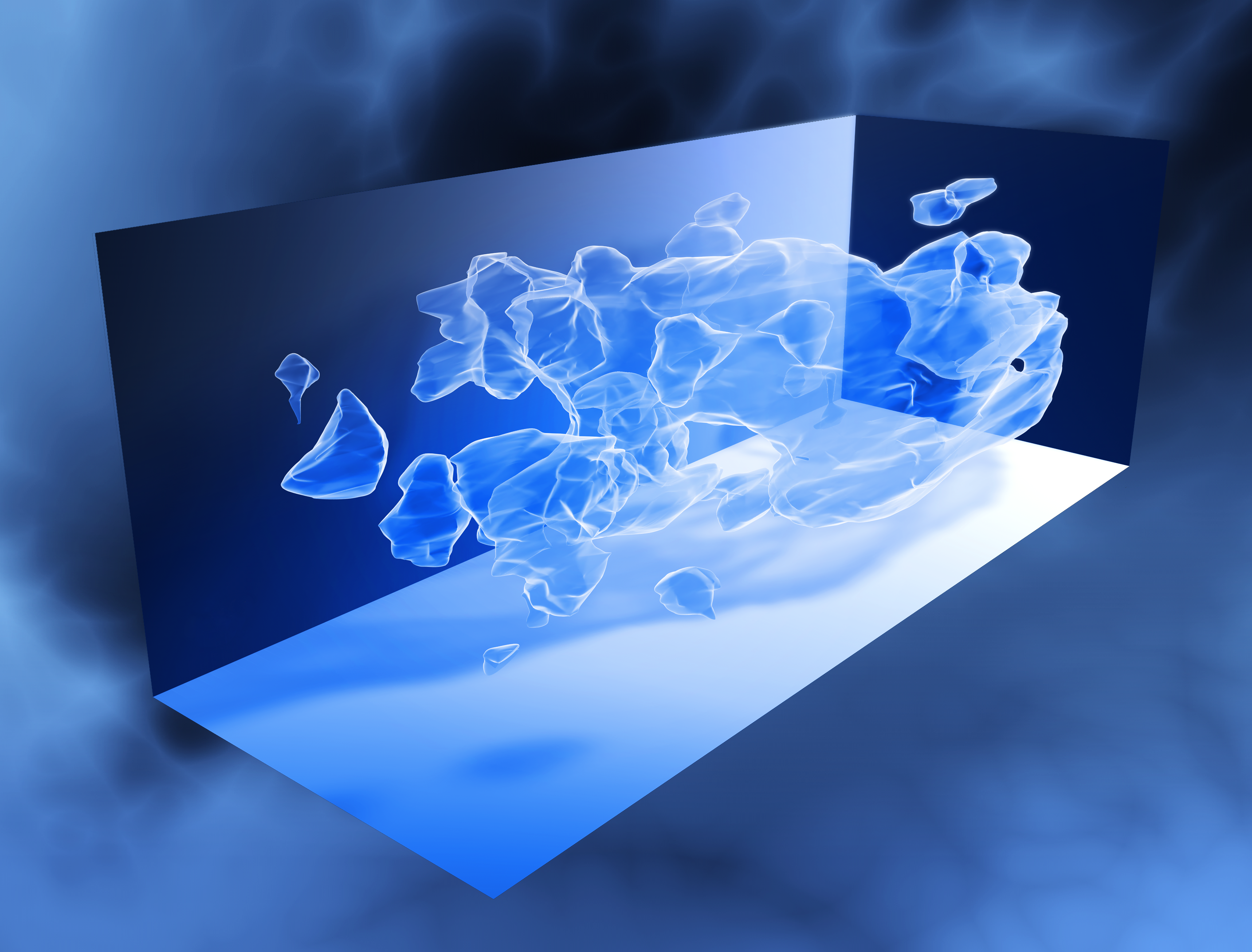
Bản đồ 3 chiều về sự phân bố vật chất tối quy mô lớn, được tái tạo từ các phép đo của thấu kính hấp dẫn yếu với Kính viễn vọng Không gian Hubble.

Sự hình thành cấu trúc đề cập đến khoảng thời gian sau Vụ nổ lớn khi các nhiễu động mật độ sụp đổ để tạo thành các ngôi sao, thiên hà và cụm. Trước khi hình thành cấu trúc, các giải pháp Friedmann cho thuyết tương đối rộng mô tả một vũ trụ đồng nhất. Sau đó, các dị hướng nhỏ dần lớn lên và cô đặc vũ trụ đồng nhất thành các ngôi sao, thiên hà và các cấu trúc lớn hơn. Vật chất thông thường bị ảnh hưởng bởi bức xạ, là nguyên tố chi phối của vũ trụ vào thời kỳ rất sớm. Kết quả là, sự nhiễu loạn mật độ của nó bị rửa trôi và không thể ngưng tụ thành cấu trúc. Nếu chỉ có vật chất bình thường trong vũ trụ, sẽ không có đủ thời gian để nhiễu loạn mật độ phát triển thành các thiên hà và cụm thiên hà hiện đang được nhìn thấy.
Vật chất tối cung cấp một giải pháp cho vấn đề này vì nó không bị ảnh hưởng bởi bức xạ. Do đó, nhiễu loạn mật độ của nó có thể phát triển đầu tiên. Thế năng hấp dẫn tạo ra đóng vai trò như một giếng tiềm năng hấp dẫn cho các vật chất thông thường sụp đổ sau đó, đẩy nhanh quá trình hình thành cấu trúc.

### Bullet Cluster
Nếu vật chất tối không tồn tại, thì lời giải thích tiếp theo có lẽ phải là thuyết tương đối rộng - thuyết hấp dẫn đang thịnh hành - là không chính xác và cần được sửa đổi. Cụm thiên hà, kết quả của một vụ va chạm gần đây của hai cụm thiên hà, cung cấp một thách thức cho các lý thuyết trọng lực đã được sửa đổi bởi vì khối tâm biểu kiến của nó lệch xa so với khối tâm baryonic. Các mô hình vật chất tối tiêu chuẩn có thể dễ dàng giải thích quan sát này, nhưng lực hấp dẫn được sửa đổi có thời gian khó hơn nhiều, đặc biệt là vì bằng chứng quan sát không phụ thuộc vào mô hình.

### Phép đo khoảng cách siêu tân tinh loại la
Siêu tân tinh loại Ia có thể được sử dụng làm nến tiêu chuẩn để đo khoảng cách ngoài thiên hà, từ đó có thể được sử dụng để đo tốc độ vũ trụ đã giãn nở trong quá khứ. Dữ liệu cho thấy vũ trụ đang giãn nở với tốc độ gia tốc, nguyên nhân của nó thường được quy cho năng lượng tối. Vì các quan sát cho thấy vũ trụ gần như phẳng, nên dự kiến tổng mật độ năng lượng của mọi thứ trong vũ trụ phải tổng bằng 1 (Ωtot ≈ 1). Mật độ năng lượng tối đo được là ΩΛ ≈ 0,690; mật độ năng lượng của vật chất thông thường (baryonic) quan sát được là Ωb ≈ 0,0482 và mật độ năng lượng của bức xạ là không đáng kể. Điều này làm thiếu Ωdm ≈ 0,258 mà vẫn hoạt động giống như vật chất (xem phần định nghĩa kỹ thuật ở trên) - vật chất tối.

### Khảo sát bầu trời và dao động âm thanh baryon
Dao động âm thanh Baryon (BAO) là những dao động về mật độ của vật chất baryon nhìn thấy được (vật chất bình thường) của vũ trụ trên quy mô lớn. Chúng được dự đoán là phát sinh trong mô hình Lambda-CDM do dao động âm trong chất lỏng photon-baryon của vũ trụ sơ khai, và có thể được quan sát thấy trong phổ công suất góc của nền vi sóng vũ trụ. BAO thiết lập thang đo độ dài ưa thích cho baryon. Khi vật chất tối và baryon kết tụ lại với nhau sau khi tái hợp, ảnh hưởng yếu hơn nhiều trong sự phân bố thiên hà trong vũ trụ gần đó, nhưng có thể phát hiện được như một ưu tiên tinh tế (≈1%) cho các cặp thiên hà cách nhau 147 Mpc, so với chúng cách nhau 130–160 Mpc. Tính năng này đã được dự đoán về mặt lý thuyết vào những năm 1990 và sau đó được phát hiện vào năm 2005, trong hai cuộc khảo sát dịch chuyển đỏ thiên hà lớn, Khảo sát Bầu trời Kỹ thuật số Sloan và Khảo sát Dịch chuyển Đỏ Thiên hà 2dF. Kết hợp các quan sát CMB với các phép đo BAO từ các cuộc khảo sát dịch chuyển đỏ của thiên hà cung cấp một ước tính chính xác về hằng số Hubble và mật độ vật chất trung bình trong Vũ trụ. Kết quả hỗ trợ mô hình Lambda-CDM.

### Redshift-space biến dạng
Các cuộc khảo sát dịch chuyển đỏ lớn của thiên hà có thể được sử dụng để lập bản đồ ba chiều về sự phân bố của thiên hà. Các bản đồ này hơi bị bóp méo vì khoảng cách được ước tính từ các dịch chuyển đỏ quan sát được; dịch chuyển đỏ chứa đựng một phần đóng góp từ cái gọi là vận tốc đặc biệt của thiên hà cùng với thuật ngữ mở rộng Hubble chiếm ưu thế. Trung bình, các siêu đám đang giãn nở chậm hơn trung bình vũ trụ do lực hấp dẫn của chúng, trong khi các khoảng trống đang giãn nở nhanh hơn mức trung bình. Trong bản đồ dịch chuyển đỏ, các thiên hà phía trước siêu đám có vận tốc hướng tâm vượt quá đối với nó và có dịch chuyển đỏ cao hơn một chút so với khoảng cách của chúng, trong khi các thiên hà phía sau siêu đám có dịch chuyển đỏ hơi thấp so với khoảng cách của chúng. Hiệu ứng này làm cho các siêu đám có vẻ như bị bóp méo theo hướng xuyên tâm, và các khoảng trống tương tự cũng bị kéo căng ra. Các vị trí góc của chúng không bị ảnh hưởng. Hiệu ứng này không thể phát hiện được đối với bất kỳ cấu trúc nào vì hình dạng thực không được biết đến, nhưng có thể được đo bằng cách lấy trung bình trên nhiều cấu trúc. Nó được dự đoán định lượng bởi Nick Kaiser vào năm 1987, và lần đầu tiên được đo lường một cách quyết định vào năm 2001 bởi Khảo sát Dịch chuyển Đỏ Thiên hà 2dF. [35] Kết quả phù hợp với mô hình Lambda-CDM.

### Rừng Lyman-alpha
Trong quang phổ thiên văn, rừng Lyman-alpha là tổng các vạch hấp thụ phát sinh từ quá trình chuyển đổi Lyman-alpha của hydro trung tính trong quang phổ của các thiên hà và chuẩn tinh ở xa. Các quan sát về rừng Lyman-alpha cũng có thể hạn chế các mô hình vũ trụ. Những ràng buộc này đồng ý với những ràng buộc thu được từ dữ liệu WMAP.